# Toracotomia
La toracotomia è un'operazione chirurgica che consiste nell'apertura del torace. Può essere un intervento fine a se stesso (la cosiddetta "toracotomia esplorativa"), oppure la parte iniziale di altri interventi sugli organi contenuti nella cavità toracica, come cuore o polmoni. Nei casi più gravi (medicina d'emergenza-urgenza), si parla di toracotomia "immediata" o "rapida". 
La toracotomia è una manovra chirurgica invasiva; viene effettuata come primo passo di lobectomie o pneumonectomie in casi quali il cancro polmonare o in caso di emotorace massivo e richiede l'anestesia generale con l'inserimento del tubo endotracheale e la ventilazione meccanica.